# Danny Vukovic
Danny Vukovic (sinh ngày 27 tháng 3 năm 1985) là một cầu thủ bóng đá người Úc, hiện đang thi đấu ở vị trí thủ môn cho câu lạc bộ KRC Genk và đội tuyển bóng đá Úc.
Vukovic hiện đang nắm giữ một số kỷ lục tại A-League: thủ môn giữ sạch lưới nhiều trận nhất (84 trận), và là cầu thủ ra sân nhiều trận nhất giải đấu.
Danny Vukovic là một thủ môn có thể hình cường tráng nhưng phản xạ nhanh và kỹ thuật cứu thua cực tốt.

## Sự nghiệp quốc tế
Danny Vukovic ra mắt đội tuyển quốc gia Úc vào sinh nhật thứ 33 của mình khi vào sân thay cho Brad Jones trong hiệp một trận giao hữu gặp Colombia. Anh đã cản phá thành công một quả phạt đền ở phút 86.
Tháng 5 năm 2018, anh có tên trong danh sách 23 cầu thủ của Úc tham dự FIFA World Cup 2018 tại Nga.

## Thống kê sự nghiệp

### Quốc tế
Tính đến ngày 7 tháng 6 năm 2021
| Đội tuyển bóng đá Úc | Đội tuyển bóng đá Úc | Đội tuyển bóng đá Úc |
| Năm                  | Trận                 | Bàn                  |
| -------------------- | -------------------- | -------------------- |
| 2018                 | 3                    | 0                    |
| 2021                 | 1                    | 0                    |
| Tổng cộng            | 4                    | 0                    |